# ژوزف کوزما
ژوزف کوزما (فرانسوی: Joseph Kosma‎؛ ‏ ۲۲ اکتبر ۱۹۰۵ – ۷ اوت ۱۹۶۹) موسیقی‌دان و آهنگساز مجارستانی‌الاصل اهل فرانسه بود.
از فیلم‌هایی که وی در آن‌ها نقش داشته است، می‌توان به تماشاخانه کوچک ژان رنوار، مارسی‌یز، پیک‌نیک روی علف، عاشقان ورونا، حیوان آدم‌نما و توهم بزرگ اشاره نمود.